# Roberta Capua
Roberta Capua, née le 5 décembre 1968 à Naples, est une mannequin et animatrice de télévision italienne.

## Biographie
Elle est couronnée Miss Italie 1986, comme sa mère Marisa Jossa qui avait obtenu le même titre en 1959. 
En 1987, Roberta Capua participe à l'élection de Miss Univers 1987, en devenant 1re dauphine.
En 1986, elle a eu son premier rôle à la télévision dans la comédie musicale Vota la voce, réalisée par Claudio Cecchetto. Elle est ensuite revenue à la télévision en 1992 pour présenter le jeu Bellissimi di Retequattro.
En 1995, Roberta Capua remplace Paola Barale pour animer la version italienne de la Roue de la Fortune, nommée en italien La Ruota Della Fortuna.
De 1996 à 1998, elle présente avec Luciano Rispoli l'émission quotidienne Tappeto volante sur Telemontecarlo et, de 1995 à 1997, anime Aspettando Belle, par un court spectacle à l'antenne avant les célèbres feuilletons Amour, Gloire et Beauté, et Nonsolomoda.

## Vie privée
En 2008, elle a son premier fils, Leonardo, de son conjoint Stefano Cassoli.